# Teenage Engineering
Teenage Engineering（ティーンエイジ・エンジニアリング）は、スウェーデン・ストックホルムを拠点にしている電子楽器メーカーである。

## 概要
代表を務めるJesper Kouthoofdと、David Eriksson、Jens Rudberg、David Möllerstedtによって2005年に設立された。
Jesperは、人気ファッションブランドAcne Studiosの元となった広告代理店ACNE創設メンバーの一人であり、ティーンエイジ・エンジニアリングを立ち上げる前は電子楽器メーカー「Elektron」社の初期製品のプロジェクトに、デザイナーとして参加していた。。
ティーンエイジ・エンジニアリングの製品はアート性が高く、操作性や出音だけでなく、世界中のユーザーによってその美意識が評価されている。 
同社の最初の製品であるOP-1は、2010年の楽器見本市NAMMにて、披露された。
同じくスウェーデン発祥の、家具量販店を展開するIKEA社とコラボレーションを行ったこともある。
また、同社代表のJesper Kouthoofdは、英国のスタートアップで、スマートフォンなどのデジタル製品を手掛ける「Nothing」のデザイン責任者を務めている。

## 主な製品

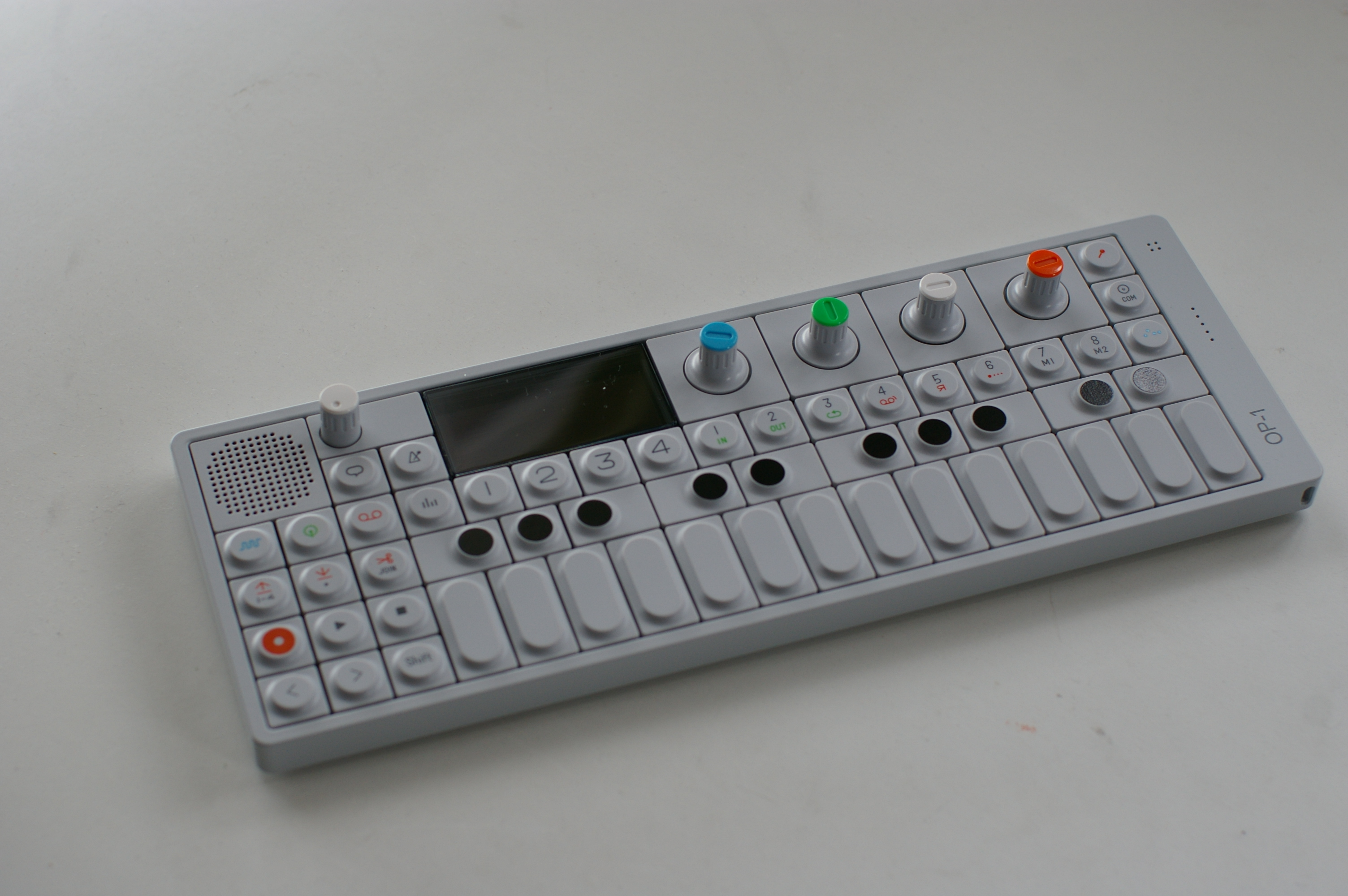
OP-1

- OP-1（ポータブルシンセサイザー兼シーケンサー）
- OP-Z
- ポケットオペレーターシリーズ